# Francisco de Paula Ruet
Francisco de Paula Ruet, född 28 oktober 1826 i Barcelona, död 18 november 1878 i Madrid, var en spansk predikant.
Ruet, som var banbrytare för protestantismen i Spanien, vanns 1845 i Turin för valdenserna, återvände 1855 till Spanien och verkade där, under växlande öden och åtskillig förföljelse, som valdensisk pastor, från 1869 som pastor i Madrid i de parisiska och tyska kommittéernas tjänst. 